# Пожежний автомобіль

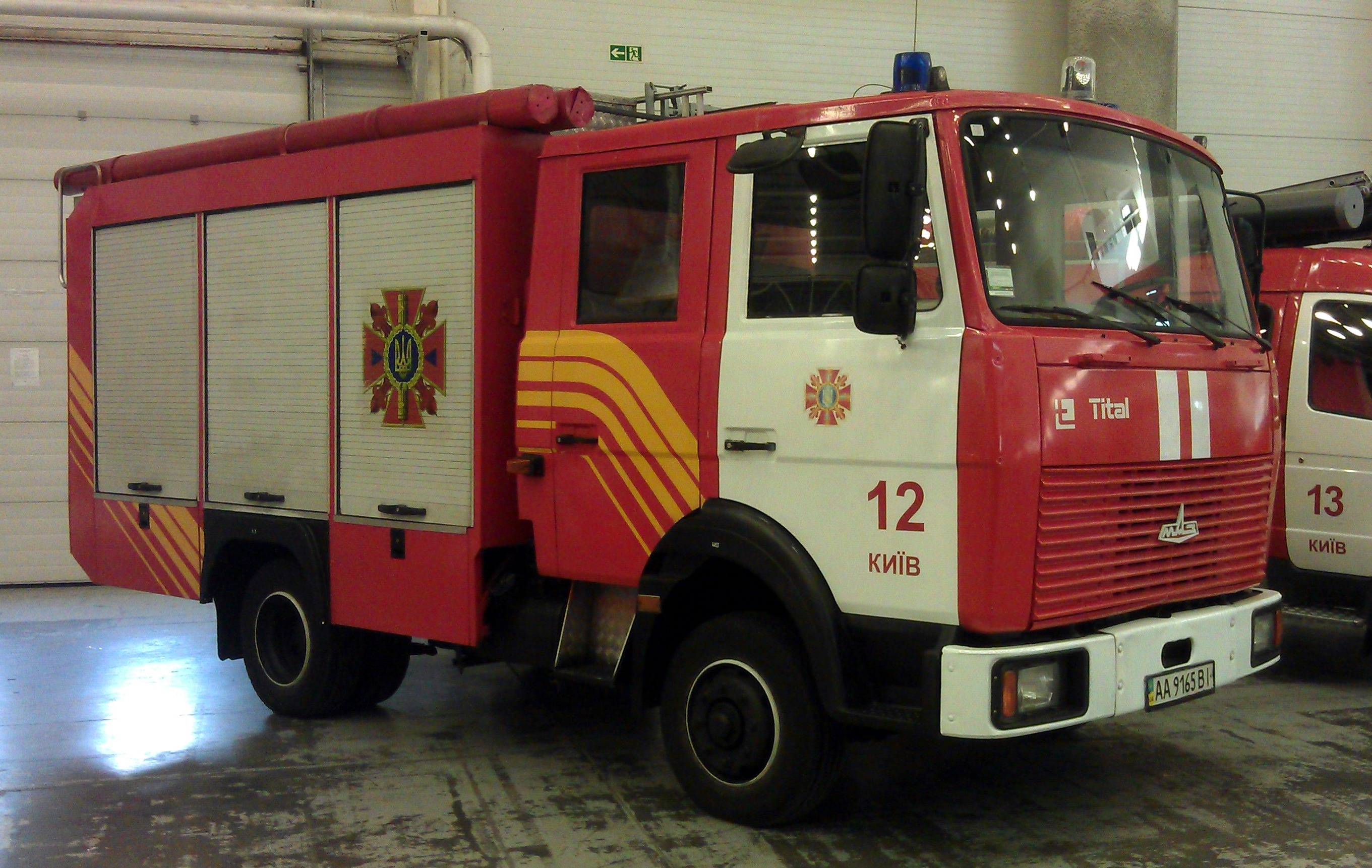
Пожежний автомобіль

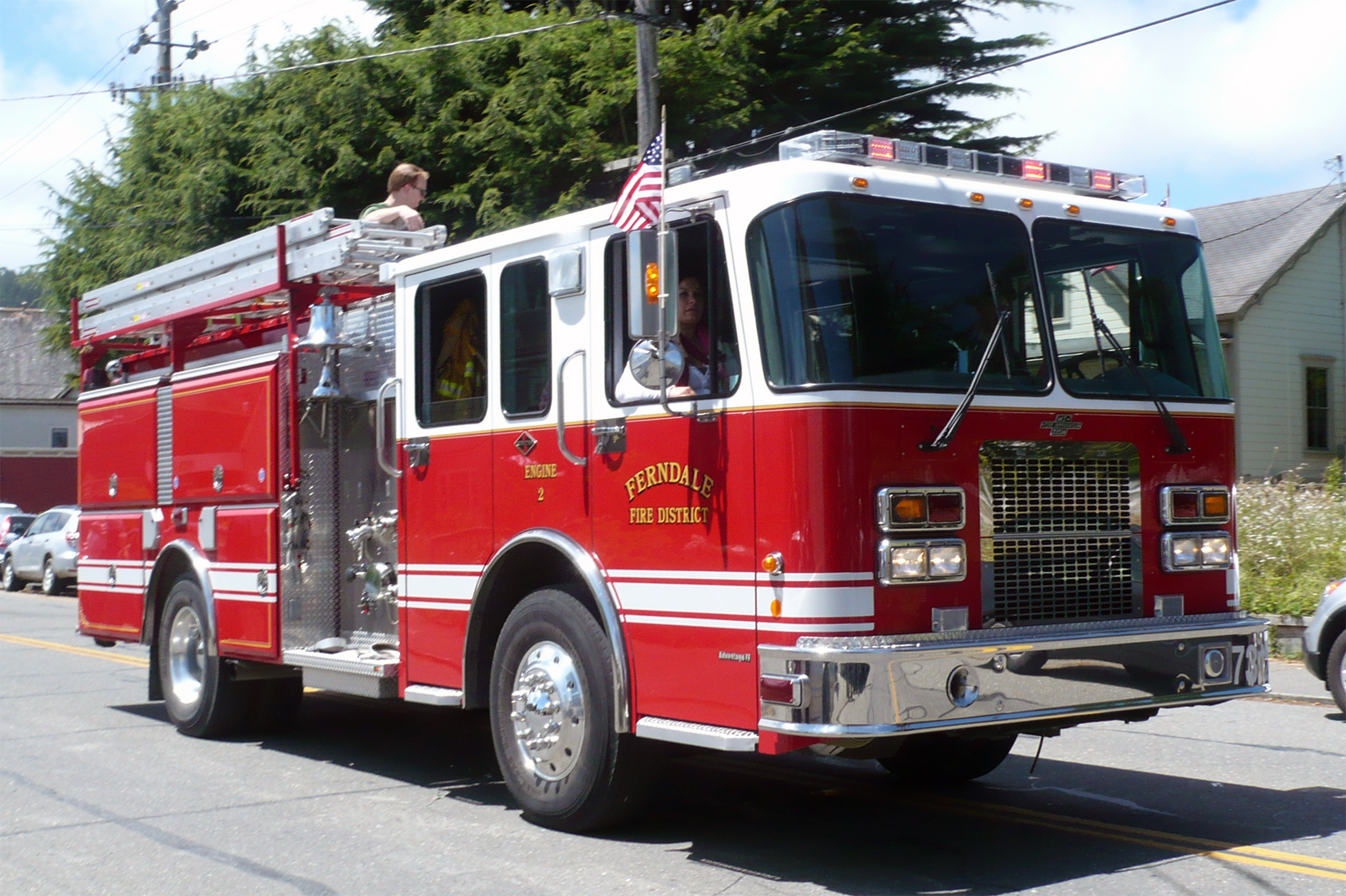
Пожежний автомобіль, США

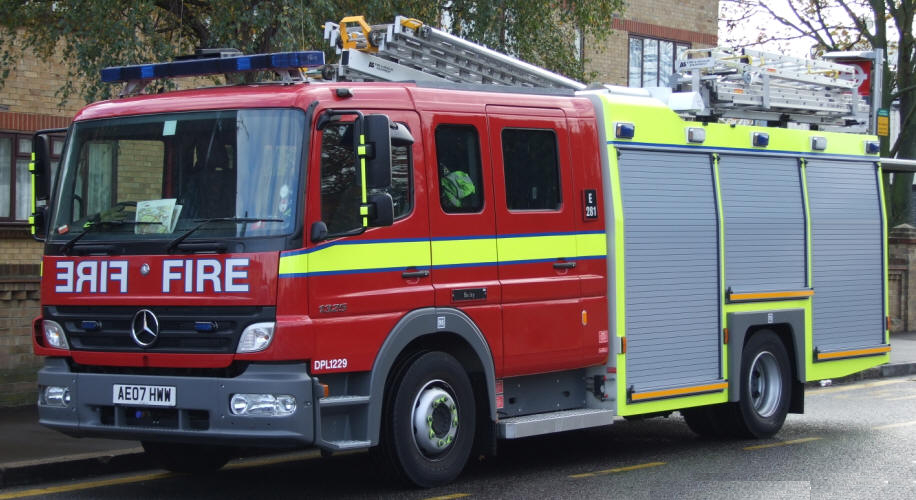
Пожежний автомобіль, Лондон

Поже́жний автомобі́ль — оперативний транспортний засіб на базі автомобільного шасі, оснащений пожежно-технічним обладнанням, що використовується при пожежно-рятувальних роботах.

## Прийняте забарвлення
Кольорографічні схеми пожежних автомобілів передбачають забарвлення корпусу в червоний колір. Для розпізнавальних знаків і контрастних елементів встановлено білий колір. Ходова частина машин фарбується в чорний колір. На певних місцях вказується коротке позначення типу пожежного автомобіля (АЦ, ПНС та ін.), Назва міста, номер пожежної частини і характеристики пожежного автомобіля залежно від його призначення. Написи на поверхнях, пофарбованих в основний колір, повинні виконуватися кольором, що контрастує, а на поверхнях, пофарбованих у контрастний колір, — основним кольором. Не допускається нанесення на зовнішні поверхні ПА написів, малюнків і емблем рекламного змісту. Коліна пожежних автодрабин, авто- і пінопідйомників фарбуються в білий або срібний колір, а частини, які виступають і переміщуються в цих транспортних засобах, та становлять небезпеку для обслуговчого персоналу, повинні бути пофарбовані почерговими смугами червоного і білого кольору.

## Історія
До появи автомобілів для доставки пожежних команд і засобів пожежогасіння (пожежних насосів, драбин, багрів) на місце використовувалися кінні лінійки. Внаслідок схожого компонування перші пожежні автомобілі називалися «автолінійками».

### Історія пожежних автомобілів у Російській імперії та СРСР

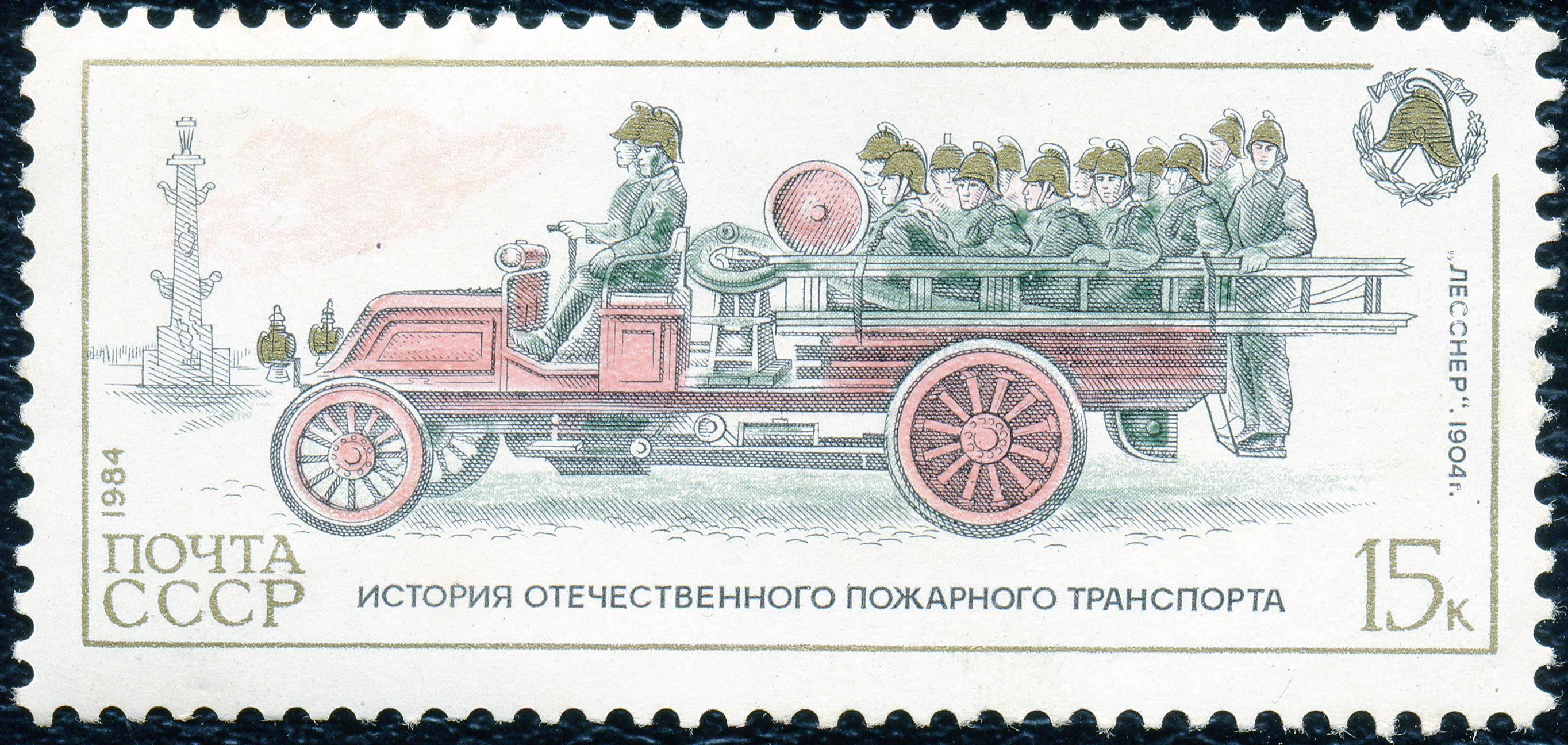
Автомобіль виробництва товариства «Г. А. Леснер», 1904 рік

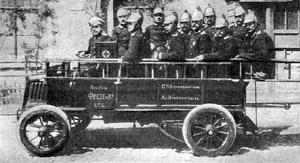
Пожежний автомобіль «Фрезе», 1904 рік

Перший в Росії пожежний автомобіль був створений в 1904 у на фабриці фірми «Фрезе і К °». Автомобіль був оснащений одноциліндровим двигуном потужністю 8 к.с., призначався для доставки до місця пожежі протипожежної команди з десяти осіб. До складу обладнання входили дві драбини, стендер (колонка гідранта) і рукави довжиною 80 сажнів. У тому ж році пожежний автомобіль на шасі від «Даймлер», оснащений цистерною, насосом, стендерами, пожежними рукавами і призначений для перевезення протипожежної команди з 14 осіб, був створений петербурзьким товариством «Г. А. Леснер». Перший пожежний автомобіль для Москви побудували також на фірмі «Г. А. Леснер» в 1908 році. У 1913 р. Російсько-Балтійський вагонобудівний завод випустив кілька пожежних автомобілів на шасі «Руссо-Балт-Д24-40».

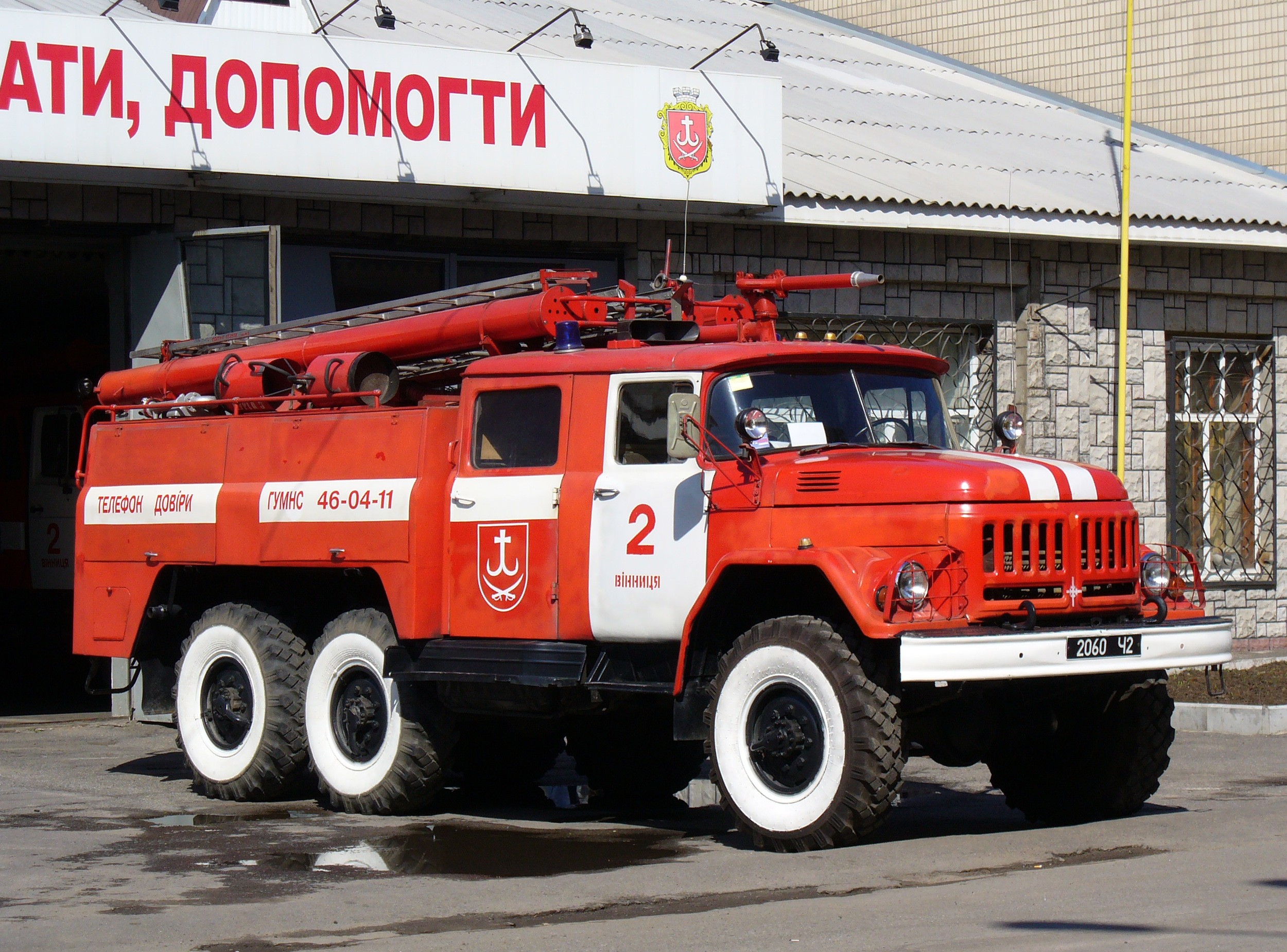
Пожежний автомобіль на базі ЗІЛ-131. Вінниця, Україна.

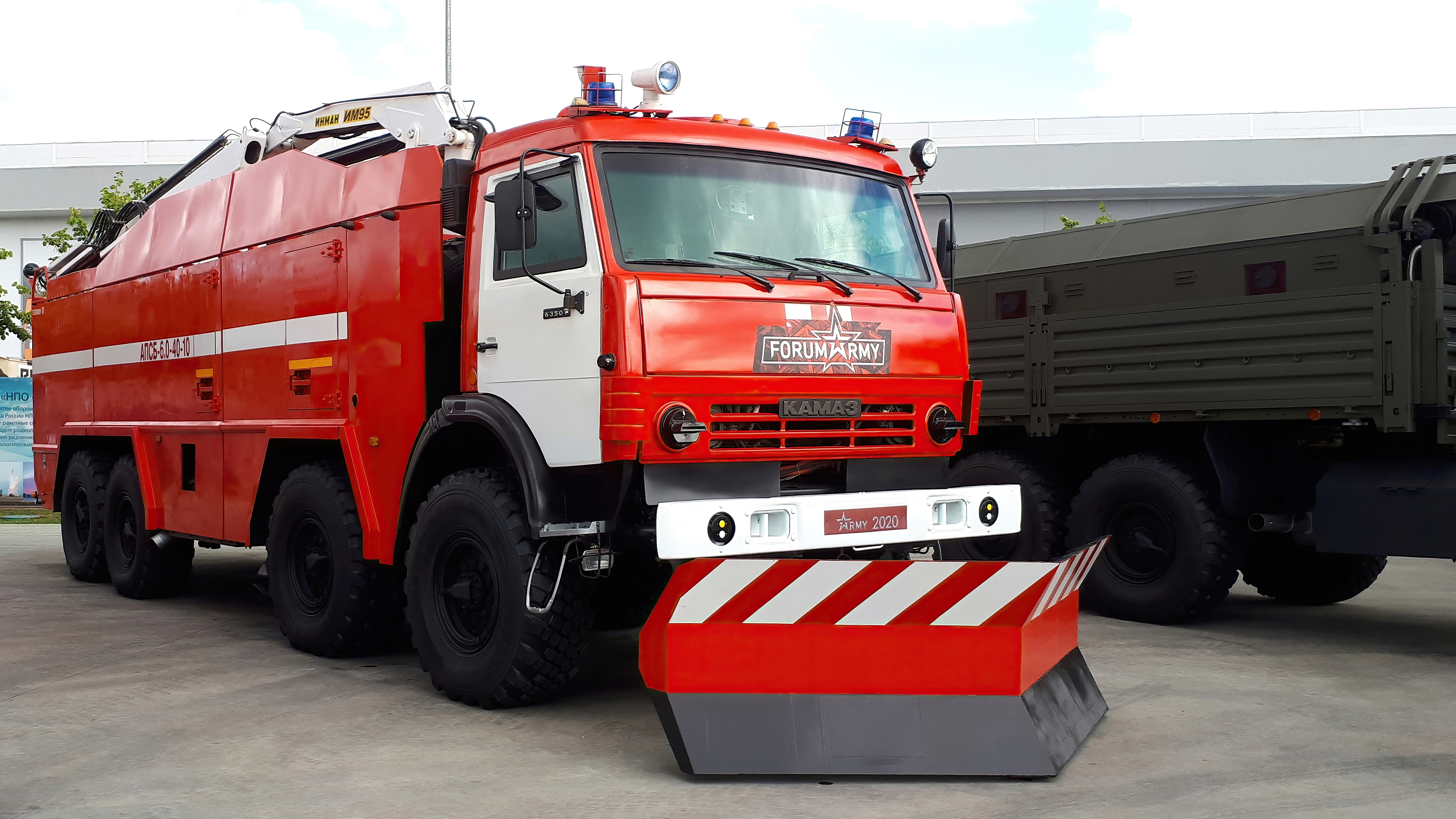
ПСБ-6,0-40-40 мод. 52-ТВ

Після революції в Росії залишилося близько десятка діючих пожежних автомобілів. На початку 20-х років почали з'являтися саморобні пожежні автомобілі. Старі вантажні автомобілі перероблялися в автолінійки. Були також автобочки, що доставляли на пожежу воду. Деякі команди для надання першої допомоги використали, так звану «газівку» або «газшприц». На такій машині розміщували невелику (до 500 літрів) цистерну, балон зі стисненим повітрям або вуглекислим газом (тиском до 110 кг/см²). Подаючи повітря або газ з балона в цистерну, в ній створювали тиск 2-3 кг / см², що забезпечувало дальність викиду струменя до 30 м з водометного стовбура. За нетривалий час дії такої машини пожежні встигали розгорнути і запустити в роботу основну техніку. Однак після використання запасу газу такий автомобіль виявлявся марним і не міг використовувати потужність власного двигуна для участі в гасінні пожежі. В даний час існує автомобіль першої допомоги АПП-1,8-10 (Валдай-33104) −87ВР, у якого подача води здійснюється витісненням з ємності стисненим повітрям.
У період 1926—1932 років в Росії було розпочато планомірне виробництво пожежних автонасосів. Першою такою автомашиною був автонасос АМО-Ф-15. Вантажопідйомність шасі 1,5 т, потужність двигуна 30 кВт. Ротаційно-поршневий насос міг подавати 720—940 л/хв води. Її запас на машині був 350 л, протипожежна (бойова) обслуга становила 8 осіб.
Перший пожежний автомобіль у Росії, призначений для освітлення місця гасіння нічної пожежі, виготовили співробітники Ленінградської Державної пожежної охорони в 1929. На шасі вантажівки Я3 встановили розподільний редуктор від пожежного автонасоса,  електрогенератор потужністю 5 кВт з напругою 127 В, понижуючий трансформатор для живлення прожектор них ламп на 12 В. У кузов вантажили прожектори і різноманітний інструмент. Передбачалася можливість підключення трансформатора до найближчої електричної підстанції. Надалі прожекторний автомобіль зробили на базі автобууса ЗІС-8. Салон розділили на три відсіки. У задньому встановили електрогенератор, на перегородці закріпили шість прожекторів потужністю по 500 Вт. У середньому розмістили 12 прожекторів потужністю по 250 Вт і два по 1000 Вт. Вісім котушок електрокабелю довжиною по 50 метрів у кожній розміщувалися в ящиках, підвішених до підніжок машини. У передньому відсіку розміщувався пульт керування освітленням та бойовий одяг пожежників.
У СРСР пожежні автомобілі випускалися на шасі серійних вантажних автомобілів ГАЗ, ЗІЛ, КАМАЗ, УРАЛ, КрАЗ, МАЗ. Установкою спеціалізованого обладнання на автомашини займалися, зокрема, Прилуцький завод протипожежної техніки «Пожмашина», Торжокський машинобудівний завод і Варгашинський завод протипожежного і спеціального обладнання.

## Класифікація пожежних автомобілів

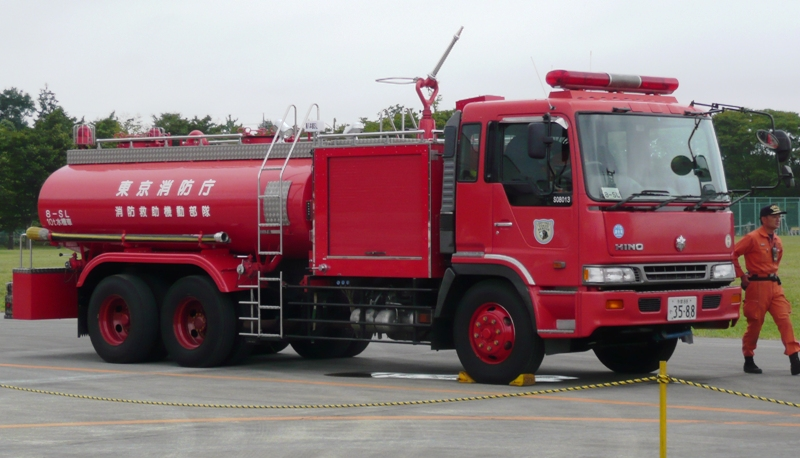
Пожежна автоцистерна

Пожежні автомобілі класифікуються за такими категоріями:
- Основні пожежні автомобілі:
  - Основні пожежні автомобілі загального застосування,
  - Основні пожежні автомобілі цільового застосування;
- Спеціальні пожежні автомобілі;
- Допоміжні автомобілі.

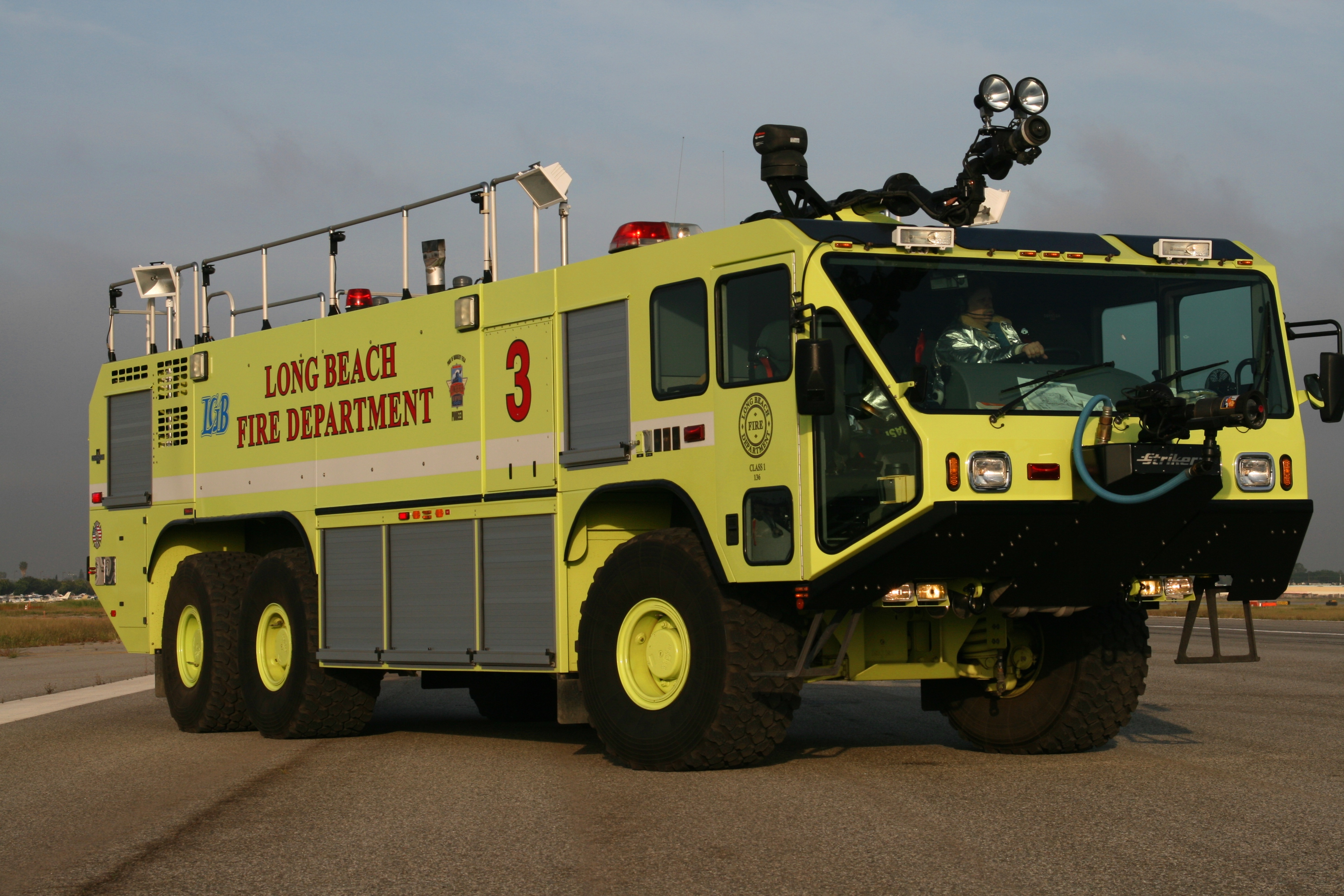
Аеродромний пожежний автомобіль

- Автоцистерни (АЦ) призначені для доставки до місця пожежі протипожежної обслуги, запасу вогнегасних речовин, протипожежно-технічного озброєння і розраховані для подачі води і повітряно-механічної піни на місце загоряння. Автоцистерни можуть використовуватися як самостійні бойові одиниці і як насосні станції при роботі в перекачку з однією або декількома автоцистернами або насосно-рукавними автомобілями. Протипожежна обслуга на кожній автоцистерні від 3 до 7 осіб (включаючи водія).
- Автомобілі першої допомоги (АПП) призначені для доставки до місця пожежі пожежної обслуги, протипожежно-технічного озброєння, вогнегасних речовин, аварійно-рятувального обладнання, засобів пожежогасіння і служить для локалізації та ліквідації пожеж у початковій стадії розвитку і проведення невідкладних аварійно-рятувальних робіт.
- Пожежна насосна станція (ПНР) призначена для доставки до місця пожежі обслуги, протипожежно-технічного озброєння і служить для забору води з відкритого вододжерела і подачі її на далекі відстані і великі пожежі по магістральних рукавних лініях безпосередньо до лафетних стовбурів, розгалуженням або до пожежним автомобілям з подальшою подачею води на пожежу. ПНС застосовується спільно з рукавним автомобілем. Крім того, ПНС можуть використовуватися для створення резервного запасу води в пожежному водоймищі, ємності і т. П. Поблизу від місця великої пожежі.
- Рукавні і насосно-рукавні автомобілі
- Пожежні автодрабини
- Колінчаті підйомники
- Штабні автомобілі
- Автомобілі ГДЗС
- Автомобілі спеціалізованого гасіння
- Автомобілі зв'язку та освітлення
- Рятувальні автомобілі

## В Україні
|                                                                                         |  |  |
| Ювілейна монета НБУ номіналом 5 грн., присвячена першому пожежному автомобілю в Україні |  |  |

- 24 червня 1913 року, під час проведення VI З'їзду членів Імператорського Російського пожежного товариства була продемонстрована робота першого пожежного автомобіля в Києві
- У 1928 році був заснований Прилуцький завод «Пожмашина»